# Skälbyäpple
Skälbyäpple är en äppelsort vars ursprung är okänt. Äpplet som är relativt litet har ett skal som är torrt, med en rödaktig och grönaktig färg. Köttet är löst och saftigt. Skälbyäpple mognar i november och håller sig vid bra förvaring till januari. I Sverige odlas Skälbyäpple gynnsammast i zon 1.